# Grijota
Grijota is een gemeente in de Spaanse provincie Palencia in de regio Castilië en León met een oppervlakte van 28,58 km². Grijota telt 2.177 inwoners (1 januari 2016).